# Tubo de perfuração
Denomina-se tubo de perfuração a tubulação utilizada para a perfuração de poços para a extração de petróleo e gás natural.
Tubos de perfuração possuem paredes espessas e geralmente são fabricados utilizando-se aço-carbono ou ligado.
A principal função do tubo de perfuração é transmitir torque da plataforma de perfuração à broca. Tubos são utilizados, ao invés de cilindros, para permitir a injeção de fluidos.